# Krasznojarszki Gépgyár
A Krsznojarszki Gépgyár (oroszul: Красноярский машиностроительный завод, magyar átírásban: Krasznojarszkij masinosztroityelnij zavod), röviden Kraszmas (cirill betűkkel: Красмаш) orosz hadiipari gépgyártó vállalat Krasznojarszkban. A vállalat az orosz űripari és rakétatechnikai cégeket összefogó Roszkoszmosz alárendeltségében, a Makejev Állami Rakétaközpont leányvállalataként, annak sorozatgyártó üzemeként működik. A gépgyár fő termékei az interkontinentális ballisztikus rakéták és hordozórakéták részegységei (pl. rakéta-végfokozatok és rakétahajtóművek). A szovjet időszakban itt  állították elő a tengeralattjáró-fedélzeti interkontinentális ballisztikus rakéták többségét. A Krasznojarszki Gépgyárban tervezik elindítani az orosz hadászati rakétacsapatok átfegyverzéséhez szánt RSZ–28 Szarmat interkontinentális ballisztikus rakéta sorozatgyártását.

## Története
1932. július 13-án hozták létre a Nehézipari Népbiztosság utasítására Vorosilov nevét viselő 3. sz. gyár néven, amelyet 1957-ig használt. A vállalat kezdetben gőzkazánokat, markológépeket és kotrógépeket, majd bányaipari berendezéseket is gyártott.
A gyár 1941-ben a Hadiipari Népbiztosság irányítása alá került és ettől az időszaktól hadiipari üzemként működött, csöves tüzérségi eszközöket (ágyúkat és aknavetőket), légibombákat és tengeri aknákat állított elő. A második világháború időszaka alatt 26 ezer löveget, több mint 5 ezer aknavetőt, 220 ezer légibombát és 3500 tengeri aknát készített a gyár.
Egyik fő gyártmánya  a 61–K 37 mm-es légvédelmi gépágyú volt, amelyből 1941 novembere és 1945 között 16992 darabot állítottak elő, és 1945-1946-ban további 300 db ágyú készült a ZSZU–37 önjáró légvédelmi gépágyúhoz Krasznojarszkban. A 61–K leváltására kifejlesztett SZ–60 57 mm-es légvédelmi gépágyú gyártása 1949-ben kezdődött el a krasznojarszki gépgyárban, majd 1956-tól ennek ikercsövű változatát, az SZ–68-t is gyártották a ZSZU–57–2 önjáró légvédelmi ágyúhoz.
1959–1960-bana gyárat átalakították és a csöves légvédelmi tüzérségi eszközök helyett átállították katonai célú rakétatechnika előállítására. Az átállási időszakban a vállalat polgári termékeket is elkezdett gyártani. 1958–1961 között az SZK–3 önjáró arató-cséplőgépek (kombájn) készültek a gyárban. 1964-től Birjusza márkájú hűtőszekrények gyártása is elindult. Már az első évben 17 ezer hűtőszekrényt gyártottak. A hűtőszekrények gyártása 1993-ig folyt a gépgyárban, akkor ezt a tevékenységet külön cégbe szervezték ki. 
Az első Krasznojarszkban gyártott rakéta a dnyipropetrovszki OKB–586 (Juzsnoje) tervezőirodában kifejlesztett egyfokozatú R–14-es interkontinentális ballisztikus rakéta volt, amelynek folyékony hajtóanyagú rakétahajtóművei is ott készültek. A gyár 1964-ben alkalmassá vált a Koszmosz–3 (8K65) hordozórakéta sorozatgyártására is. Ez a könnyű műholdak Föld körüli pályára állítására szánt rakéta az R–14-es alapult egy második fokozattal látták el. Később Koszmosz–3M jelzéssel (8K65M) a modernizált változatát is gyártották. 1971-ig folyt a rakéta sorozatgyártása Krasznojarszkban, majd ezt áttelepítették Omszkba, a Poljot gyárba. 
A gyár az 1960-as évek közepétől elkezdte a Makejev tervezőiroda tengeralattjáró-fedélzeti ballisztikus rakétáinak sorozatgyártására történő felkészülést. Az első ilyen sorozatgyártású rakéta az R–27-es (RSZM–25) interkontinentális ballisztikus rakéta volt Krasznojarszkban. Ezt a típust 1968 márciusában rendszeresítették a Szovjet Haditengerészetnél. 
A következő típus az R–29 ballisztikus rakéta volt, amelyet a krasznojarszki gyár mellett a Zlatouszti Gépgyár is gyártott. A rakéta növelt teljesítményű változatát, az R–29D-t is ez a két gépgyár állította elő. 
1989-től a Kraszmas gyártotta a Proton és Zenyit hordozórakétákhoz használt DM rakéta-végfokozatok egyes típusait. 1997-től pedig a Sea Launch projektbe használt Zenyit–3SL hordozórakéták DM-SL végfokozatait. 

## Főbb gyártmányai

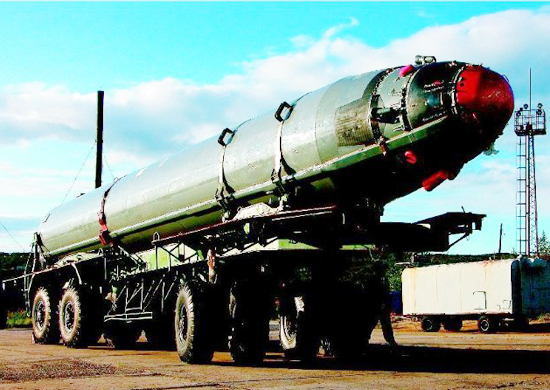
R−29R tengeralattjáró-fedélzeti interkontinentális ballisztikus rakéta

### Tüzérségi eszközök
- 61–K
- SZ–60
- SZ–68

### Hordozórakéták
- Koszmosz–3
- Koszmosz–3M
- RD0155K (rakétahajtómű)
- DM–03 (rakéta-végfokozat)
- DM-SL (rakéta-végfokozat)

### Ballisztikus rakéták
- R–14
- R–27 (RSZM–25)
- R–29 (RSZM–40)
- R–29R (RSZM–50)
- R–29RM Styil
- R–29RMU2 Szinyeva
- R–29RMU2.1 Lajnyer

### Egyéb (polgári termékek)
- SZK–3 önjáró arató-cséplőgép
- Birjusza hűtőszekrény
- olajipari berendezések
- kazánok